# Слабка стійкість
Слабка стійкість. Сталий розвиток на основі критерію слабкої стійкості означає, що сумарний розмір відтворюваного антропогенного (техногенного) і природного (іноді також і людського) капіталу повинен не спадати з часом. При цьому приймається можливість заміщення природного капіталу техногенним. Також припускається, що всі економічні цінності відображаються в цінах ресурсів,  ринки не мають спотворень у своїй діяльності, видобуток ресурсів ведеться найефективнішим чином і що рента реінвестується в інші активи  економіки. Іншими словами, обсяг  заощаджень повинен, принаймні, дорівнювати  амортизації виробленого техногенного капіталу за вирахуванням виснаження природного капіталу з тим, щоб загальна сума капіталу суспільства не спадала . Обмеженість заміщення природного капіталу техногенним призвела до появи концепції  сильної стійкості.

## Ресурси Інтернету
- Еколого-економічний словник
- Економічна цінність природи
- Концепция общей экономической ценности природных благ
- Традиционные и косвенные методы оценки природных ресурсов